# Manuel Meriño
Manuel Meriño Muñoz (San Javier, Chile, 3 de diciembre de 1972). Es un compositor y guitarrista chileno, exdirector musical de Inti Illimani (2001-2022).

## Biografía
Hijo de padre músico, del que aprendió las nociones básicas de la guitarra, y madre profesora de lenguaje, empezó a interesarse seriamente en la música a los diez años. A los doce años comenzó sus estudios de piano en el conservatorio de Talca. Posteriormente retomó estudios de teoría y solfeo en la ciudad de Rancagua en el año 1990, a la edad de 18 años. En 1991 comenzó su educación Superior en la Escuela Moderna de Música, matriculándose en “Composición y arreglos con mención en música Popular”.
En 1993 postula a la Escuela de Artes de la Sociedad Chilena del derecho de Autor, para la carrera de Composición y arreglos de “Música Popular “, resultando beneficiado con una beca otorgada por la misma institución, y egresando definitivamente en 1996. En el mismo año comenzó su trabajo como músico de grabaciones y al año siguiente se integró a la formación original del grupo Entrama, conjunto con el cual obtuvo premio “mejor guitarrista del año” y “mejor grupo Jazz- Fusión”, ambos premios otorgados por la Sociedad Chilena del Derecho de Autor (SCD).
A finales del año 2001 se integró al conjunto Inti Illimani, manteniéndose como director musical desde julio de 2001 a noviembre de 2022. 
Ha participado en varios proyectos musicales, entre algunos de los cuales se cuentan:
- Grupo Agosto junto a Alexis Venegas.
- Integrante original del anteriormente nombrado grupo Entrama.

El año 2014 grabó, como guitarrista invitado, "Manifiesto" de Víctor jara, para el disco "Con sentido y razón" del Grupo Chileno Illapu.
Desde 2015 hasta 2021, ejerció como docente, asesor y gestor para el proyecto “Colegio Sol del Illimani“ de la Municipalidad de la Comuna de La Florida.
Durante 2017 produce y arregla para Inti illimani íntegramente, el disco "El Canto de Todos" obra basada en las canciones más emblemáticas de Violeta Parra, colaborando así con los más importantes artistas y compositores de la música popular chilena y latinoamericana. Artistas de la talla de Silvio Rodríguez, Pablo Milanés, Joan Manuel Serrat, Isabel Parra, Tita Parra, Raly Barrionuevo e Illapu, entre otros. 
También produce, el mismo año, el disco "Salgamos de aquí volando" para el dúo chileno "Asteroide".
Desde 2018 al presente, ha sido convocado por el Teatro Regional del Maule en conjunto con el Ministerio de Las Culturas y El Patrimonio de la región del Maule, para producir y orquestar -para la Orquesta Clásica del Maule- los eventos relacionados con las celebraciones del día de la música.
En el invierno de 2021 produjo, arregló y compuso junto a Isabel Parra los singles "Corazón Vivo" y "Destino", ambas canciones grabadas y pre-producidas en pandemia, en conjunto con Alfonso Pérez en Estudios Madreselva.
El 3 de diciembre de 2021 publicó "Tu Geografía", su primer disco en solitario, conformado de 11 canciones originales. 
El álbum fue grabado, mezclado y masterizado por Alfonso Pérez en Estudios Madreselva, en Santiago de Chile, 
y producido y arreglado íntegramente por Manuel Meriño.
Desde el mes de diciembre de 2022 está a cargo de la gestión y administración del nuevo Teatro Municipal de la comuna de La Florida, en Santiago de Chile. 
En diciembre de 2023 empezó a la producción de su segundo disco en solitario, preparando todo el material que conformará el grueso de sus nuevas sonoridades.
En el año 2023 grabó todas las guitarras de Y Habitó Entre Nosotros, vigésimo álbum del Coro Misión País, que fue publicado en diversas plataformas de streaming el 13 de abril del 2024. Dos canciones de este habían sido lanzadas previamente como sencillos con motivo de la Semana Santa 2023: Desde la Cruz redentora y Mi Dios está vivo.
- Datos: Q5993763